# Axel Theimer

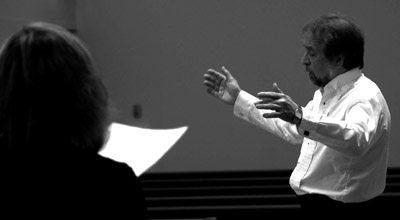

Axel Theimer (* 10. März 1946 in St. Johann in Tirol) ist ein US-amerikanischer Komponist, Dirigent, Chorleiter, Musikpädagoge und Sänger österreichischer Herkunft.
Theimer hatte ab dem vierten Lebensjahr Klavierunterricht. Siebenjährig wurde er Mitglied der Wiener Sängerknaben, denen er bis zum vierzehnten Lebensjahr angehörte. Er besuchte dann die weiterführende Schule der Sängerknaben, wo er weiteren Gesangs- und Klavierunterricht nahm und Cello/Kontrabass studierte und begann nach deren Abschluss ein Studium der Veterinärmedizin an der Veterinärmedizinische Universität Wien. Dort wurde er zunächst Mitglied, später Leiter des Chorus Viennensis, eines Männerchores aus ehemaligen Mitgliedern der Wiener Sängerknaben. Mit diesem und dem Concentus musicus führte er u. a. Bachs h-Moll-Messe und Johannes-Passion auf. Außerdem war er Solist im Chor der Wiener Staatsoper.
1969 wurde er Mitglied des Musikdepartments an der Saint John’s University in Minnesota, wo er zugleich einen Abschluss als Bachelor absolvierte. Er studierte dann an der University of Minnesota Chorleitung bei Thomas Lancaster und Gesang bei Roy Schuessler und wirkte als Chorleiter und Lehrer für Unterrichtstheorie, Klavier, Gesang, Dirigieren, Chorerziehung und Vokalliteratur an der Saint John’s University und am College of St. Benedict. Außerdem gründete er einen gemischten Chamber Choir, das Chorensemble Kantorei und die Amadeus Chamber Symphony und ist künstlerischer Leiter und Dirigent des National Catholic Youth Choir und Direktor des The VoiceCare Network. 2004 wurde er in die Hall of Fame der Minnesota Music Educators Association aufgenommen. Theimer komponierte und arrangierte zahlreiche Chorwerke. Mit dem Gitarristen O. Nick Raths nahm er zwei CDs mit deutschen und österreichischen Volks-, Kinder- und Weihnachtsliedern auf.

## Chorwerke
- A Red, Red Rose
- Ave Maria
- Cantate Domino/O Bone Jesu
- Christmas Motet
- From Tomorrow On
- Gaudeamus Igitur
- Hodie Christus Natus Est
- I Did Not Die
- Kyrie
- Lullaby, Jesus, My Dear One
- Lullaby, Oh, Lullaby
- Mass
- Missa Brevis
- O Come, Let Us Adore Him
- O Magnum Mysterium
- Psalm 130
- See the World through Children’s Eyes
- The Birds
- The Eyes of All
- The Holly and the Ivy
- Tu Est Petrus
- Two Poems by Carl Sandburg
- The Star-Spangled Banner
- Three Songs from Asia
- Vere Languores Nostros
- What Shall I Give
- What Wondrous Love Is This